# Leon Golub
Leon Golub (Chicago, Illinois, 23-1-1922 – 8-8-2004) fue un pintor estadounidense que renovó las formas realistas, con el grupo de los "Chicago Imagists", que eran ajenos a los movimientos informalistas dominantes tras la Segunda Guerra Mundial.

## Trayectoria
Nacido en Chicago en 1922, Golub estudió en esa ciudad; concluyó en su Universidad en 1942. Se especializó luego en el Instituto de Arte de Chicago desde 1947 hasta 1949, bajo la G.I. Bill, donde había una brillante tradición artística figurativa.
Allí conoció a la artista Nancy Spero (1926 – 2009), con la que estuvo casado cincuenta años y con la que colaboró. Tuvieron tres hijos.
Golub se relacionó en Chicago con otros pintores, hasta formar el grupo de los "Chicago Imagists", o la llamada "Lista del Monstruo". Con su figuración grotesca, pretendían expresar una evidente relación con el mundo externo observable y con sus sucesos más lacerantes, como sucedió con la Guerra de Vietnam. Ello sucedió sobre todo cuando regresaron a América en 1964, tras pasar cinco años en Francia. Sus referentes más inmediatos fueron Picasso y Jean Dubuffet, además del Surrealismo.
A partir de 2001 se ha realzado de nuevo su figura y su poderosa forma moderna de realismo crítico, mezclada eso sí con otras ramas del arte del siglo XX. La exposición en 2011 del Palacio de Velázquez (MNCARS), en el Retiro de Madrid, permite su conocimiento en España.

## Enlaces
- Leon Golub, Museo Nacional Centro de Arte Reina Sofía.

- Datos: Q475655